# La Clé d'or (conte des frères Grimm)
La Clé d'or (en allemand : Der goldene Schlüssel) est un conte de fée allemand recueilli par les frères Grimm et publié dans leurs Contes de l'enfance et du foyer.

## Histoire
Un pauvre garçon est envoyé dans la forêt en plein hiver pour aller chercher du bois. En creusant dans la neige, il trouve une petite clé en or. Intrigué, il continue de fouiller et découvre une petite boîte en fer. Le garçon pense que la clé doit appartenir à cette boîte, alors il la prend et commence à l'insérer dans la serrure.
Le conte se termine en disant que nous saurions ce que le coffre contient de précieux si le garçon avait réussi à tourner la clé et était parvenu à ouvrir le boîte. Mais le récit s'arrête juste avant ce moment, laissant le lecteur dans l'attente et l'inconnue sur ce qui pouvait s'y trouver à l'intérieur.

## Signification
La particularité de ce conte réside dans son absence de résolution et sa fin mystérieuse. Il invite à la réflexion et à l'imagination, laissant chacun libre de décider du contenu de la mystérieuse boîte et donc de la suite de l'histoire. La clé d'or symbolise souvent la quête de quelque chose de précieux ou de caché, ce qui en fait une allégorie sur la découverte et le mystère.